# 監管俘虜
在政治領域，管制俘虜（英語：Regulatory capture），或稱機關俘虜（英語：agency capture）是一種政治腐敗形式（參看侍從主義）。當政治實體、政策制定者或管理者被選為服務於少數選區的商業、意識形態或政治利益時，就會發生這種情況。 如特定地理區域、產業、職業或意識形態團體。
當該現象發生時，特殊利益優先於公眾的一般利益，導致社會的淨損失。 

## 理論
對於公共選擇理論的學者而言，管制俘虜現象之所以發生，是因為在政策或監管決策的結果中擁有重大利益的團體或個人，會集中他們的資源和精力，以獲取他們偏好的政策結果；而公眾成員由於個人對結果的利益較小，通常會忽視這些影響。所謂管制俘虜，指的是利益團體成功影響監理機構的工作人員或委員會成員的行為。
管制俘虜理論是公共選擇學中的一個重要分支，稱為管制經濟學。此類經濟學家對政府通過管制干預以保護公共財的觀點持批評態度。經常被引用的重要文獻包括伯恩斯坦（1955）、Huntington（1952）、Laffont & Tirole（1991）以及Levine & Forrence（1990）。管制俘虜理論與諾貝爾經濟學獎得主喬治·斯蒂格勒密切相關，他是該理論的主要開創者之一。
管制俘虜的風險來自於機構本身的性質。這表明，應儘可能保護監管機構免受外部影響，或者根本不應設立某些機構。一個被俘虜的監管機構通常比沒有監管更糟，因為它行使了政府的權力。然而，增加機構的透明度可能會減輕俘虜的影響。最近的證據顯示，即使在具有高透明度和媒體自由的成熟民主國家，複雜的監理環境仍與更高水平的腐敗（包括管制俘虜）相關聯。
喬治·斯蒂格勒將管制俘虜問題定義為「發現何時以及為何某個行業能夠利用國家為其服務的問題」。他專注於整個行業。然而，實際上，並非整個行業在「俘虜」其監管機構，而是大公司利用「旋轉門」的方式，通過提供高薪來「劫持」監管機構。Brezis和Cariolle（2019）研究顯示，與監管機構有關的公司主要是大型企業。事實上，前五大金融公司集中了約80%的「旋轉門」活動和管制俘虜，這導致同一行業中企業之間影響力的不平等。
值得注意的是，發達國家的管制俘虜已不再與腐敗和非法行為相關，反而是與權力濫用有關。